# Masă molară
Masa molară este masa unui mol de substanță. Are valoarea numerică egală cu masa moleculară relativă exprimată în unități atomice de masă. Se poate exprima ca raportul dintre 
1. masa unei substanțe cu unitatea de măsură kilogramul
2. cantitatea de substanță care se măsoară în moli (numărul de particule dintr-un mol =6,0221415*1023 care este de fapt numărul lui Avogadro)

{\displaystyle M={\frac {m}{n}}}

## Unități de măsură
kilogram/mol (kg/mol)
gram/mol (g/mol)

## Proprietăți

### Relația cu volumul molar
{\displaystyle \rho _{i}={{M_{i}} \over {V_{\mathrm {m} }}}} unde ρi e densitatea substanței, Mi e masa molară iar Vm e volumul molar

## Masa molară medie a unui amestec

### Exprimare funcție de fracțiile molare și masele molare ale componenților
Masa molară medie a unui amestec e suma produselor dintre masele molare ale componenților și fracțiile lor molare.

### Exprimare funcție de fracțiile masice și masele molare ale componenților
Inversul masei molare medii a unui amestec e egal cu suma raporturilor între fracțiile masice și masele molare ale componenților.

## Exemplu de calcul
- Calculul masei molare a apei (18g/mol) de exemplu:

{\displaystyle M_{\mathrm {H_{2}O} }=2M_{\mathrm {H} }+M_{\mathrm {O} }=2\cdot 1{,}00794\,{\frac {\mathrm {g} }{\mathrm {mol} }}+15{,}9994\,{\frac {\mathrm {g} }{\mathrm {mol} }}=18{,}0152\,{\frac {\mathrm {g} }{\mathrm {mol} }}}

## Exemple de mase molare
| Element           | Simbol             | Nr.de ordine | Masa molară     |
| hidrogen          | H                  | 1            | 1,00794 g/mol   |
| carbon            | C                  | 6            | 12,0107 g/mol   |
| azot              | N                  | 7            | 14,0067 g/mol   |
| oxigen            | O                  | 8            | 15,9994 g/mol   |
| fosfor            | P                  | 15           | 30,973761 g/mol |
| sulf              | S                  | 16           | 32,065 g/mol    |
| clor              | Cl                 | 17           | 35,453 g/mol    |
| nichel            | Ni                 | 28           | 58,6934 g/mol   |
| paladiu           | Pd                 | 46           | 106,42 g/mol    |
| platină           | Pt                 | 78           | 195,078 g/mol   |
| iod               | I                  | 53           | 126,9044 g/mol  |
| Compus chimic     | Formulă            | Nr. de atomi | Masa molară     |
| apă               | H2O                | 3            | 18,01528 g/mol  |
| parathormon       | C408H674N126O126S2 | 1336         | 9424,6158 g/mol |
| dioxid de siliciu | SiO2               | 3            | 60,0843 g/mol   |
| metan             | CH4                | 5            | 16.043 g/mol    |
| Amestecuri        | Formulă            | Nr. de atomi | Masa molară     |
| aer               |                    |              | 28,96 g/mol     |